# Acrossocheilus lamus
Acrossocheilus lamus és una espècie de peix cipriniforme de la família dels ciprínids que es troba al nord del Vietnam.